# 北海道道233号伊達洞爺線
北海道道233号伊達洞爺線（ほっかいどうどう233ごう だてとうやせん）は、北海道胆振支庁管内の伊達市と洞爺村（現洞爺湖町）を洞爺湖東湖畔経由で結んでいた主要道道（北海道道）である。国道453号認定に伴い廃止された。以下、路線廃止当時の名称・路線番号を用いる。

## 路線概要
- 起点：北海道伊達市長和町（＝国道37号交点）
- 終点：北海道虻田郡洞爺村字洞爺町（＝主要道道456号岩内洞爺線・一般道道豊浦洞爺線交点）
- 総延長：26.6km
- 実延長：25.9km
- 重用区間：壮瞥町字滝之町－壮瞥町字壮瞥温泉（主要道道5号洞爺湖登別線）

## 通過する自治体
- 胆振支庁
  - 伊達市
  - 有珠郡壮瞥町
  - 虻田郡洞爺村

## 主な接続道路
- 伊達市
  - 国道37号＝長和町（起点、北海道道385号長和停車場線に接続）
  - 北海道道703号洞爺湖公園線・北海道道981号上長和萩原線＝上長和町
- 壮瞥町
  - 主要道道5号洞爺湖登別線＝滝之町、壮瞥温泉（重用）
  - 北海道道560号仲洞爺留寿都線＝仲洞爺
- 洞爺村
  - 主要道道456号岩内洞爺線＝洞爺町（終点）
  - 一般道道豊浦洞爺線＝洞爺町（終点）

## 歴史
- 1957年7月25日 路線認定。（1957年北海道告示第1487号）
- 1993年4月1日 伊達市から壮瞥町市街地までの間が国道453号に昇格され、残りの区間が主要道道1095号洞爺公園洞爺線として再認定。（1993年北海道告示第519号）
- 1994年10月1日 洞爺公園洞爺線の路線番号を132号に変更。（1994年北海道告示第1468号）

## 沿線
- 伊達市立長和小学校＝伊達市長和町
- 旧国鉄胆振線 上長和駅＝伊達市上長和町
- 伊達市上長和会館＝伊達市上長和町
- 横綱北の湖記念館＝壮瞥町字滝之町
- 紫明苑開拓記念公園＝壮瞥町字滝之町
- 旧国鉄胆振線 壮瞥駅＝壮瞥町字滝之町
- 北海道壮瞥高等学校＝壮瞥町字滝之町
- 壮瞥町役場＝壮瞥町字滝之町
- 壮瞥町滝之上キャンプ場＝壮瞥町字東湖畔
- 洞爺発電所＝壮瞥町字東湖畔
- 仲洞爺キャンプ場＝壮瞥町字仲洞爺
- 洞爺村役場＝洞爺村字洞爺町